# Eduard David
Eduard Heinrich Rudolph David (11 de junio de 1863, Ediger/Mosel, Confederación Germánica - Berlín, República de Weimar, 24 de diciembre de 1930) fue un político alemán. Fue una figura importante en la historia del Partido Socialdemócrata de Alemania (SPD) y del movimiento obrero político alemán. Después de la Revolución de Noviembre, fue ministro sin cartera en el gobierno de Philipp Scheidemann, antes de convertirse en ministro del Interior en junio de 1919 en el siguiente gobierno encabezado por Gustav Bauer. David permaneció en ese puesto hasta octubre de ese año. 
David también fue brevemente el primer presidente de la Asamblea Nacional de Weimar que redactó la Constitución de Weimar y ratificó el Tratado de Versalles en 1919.

## Biografía

### Primeros años
Eduard David nació el 11 de junio de 1863 en Ediger/Mosel como hijo de Johann Heinrich David, un funcionario prusiano, y su esposa Wilhelmine Elisabeth (née Werner). Después de completar un aprendizaje comercial de cuatro años (Kaufmännische Lehre), David estudió en la universidad de Giessen, donde se le presentaron los ideales socialistas. Trabajó como profesor en un gimnasio y estableció un periódico, Mitteldeutsche Sonntagszeitung, en 1893. El apoyo de David al Partido Socialdemócrata de Alemania (SPD) llevó a su destitución del servicio civil en 1894. 
David se casó dos veces. En 1896, se casó con Gertrud Swiderski (y tuvo una hija) y en 1911 Hermine Schmidt (y tuvo un hijo).

### Carrera política
En la década de 1890, David se convirtió en un defensor de las políticas agrícolas que favorecían las pequeñas explotaciones, argumentando su viabilidad en una serie de artículos en el Sozialdemokrat en agosto y septiembre de 1894. David argumentó en contra de la idea marxista tradicional de que las pequeñas propiedades serían reemplazadas cada vez más por grandes propiedades, marcando a David como uno de los primeros revisionistas de su partido.
Este periodismo sobre la cuestión agraria se expandiría más tarde en su principal obra de larga duración, Sozialismus und Landwirtschaft (Socialismo y agricultura), en 1903. 
Desde 1896, David fue miembro del Landtag de Hesse y después de 1903 miembro del Reichstag por el SPD. Fue uno de los principales políticos del SPD "Mayoritario" cuando el partido se separó durante la Primera Guerra Mundial y fue decisivo para enmarcar la postura política de su partido sobre la guerra.

### Ministro de gobierno
En octubre de 1918, cuando el SPD se convirtió en parte del gobierno imperial por primera vez bajo el nuevo canciller Max von Baden, David se convirtió en subsecretario del Ministerio de Asuntos Exteriores.
En febrero de 1919, David fue elegido presidente de la nueva Asamblea Nacional, pero como parte de un acuerdo que establece el primer gobierno elegido democráticamente, el gabinete Scheidemann. Renunció a ese cargo a favor de Constantin Fehrenbach (Zentrum) y fue nombrado ministro sin Cartera bajo el nuevo Ministepräsident, Philipp Scheidemann (SPD). 
Después de que el gabinete de Scheidemann renunció en junio de 1919 en protesta por las estipulaciones del Tratado de Versalles, Gustav Bauer (SPD) formó un nuevo gobierno y David se convirtió en Reichsminister des Innern (ministro del Interior), cargo que ocupó del 21 de junio al 4 de octubre de 1919. A principios de octubre, el Partido Democrático Alemán (DDP) que había abandonado el gobierno de coalición en junio se reincorporó, restableciendo así la Coalición Weimar de SPD, DDP y Zentrum. Erich Koch-Weser (DDP) asumió el cargo de ministro del Interior y David, una vez más, fue Ministro sin Cartera. Conservó esta posición en el primer gabinete de Hermann Müller, quien formó el nuevo gobierno cuando el Gabinete Bauer renunció en marzo de 1920. 

### Actividades posteriores
En 1922, David fue nombrado Reichsbevollmächtigter en Hesse y de 1923 a 1927 enseñó ciencias políticas en lo que entonces era la Technische Hochschule Darmstadt.

### Muerte y legado
Eduard David murió en Berlín el 24 de diciembre de 1930. 
Hoy se considera a David una figura clave en la historia del movimiento obrero político en Alemania, ya que influyó en el desarrollo del SPD en el período anterior a la Primera Guerra Mundial como uno de los principales defensores de las políticas reformistas.

## Obras
- Zweck und Mittel einer einheitlichen Organisation der derutschen Studentenschaft, 1888
- Sozialismus und Landwirtschaft, 1903
- Referentenführer, 1907
- Sozialdemokratie und Vaterlandsverteidigung, 1915
- Die Sozialdemokratie im Weltkrieg, 1915
- Wer trägt die Schuld am Krieg?, 1917
- Die Siedlungsgesetzgebung, 1921
- Um die Fahne der Deutschen Republik, 1921
- Die Befriedung Europas, 1926
- Aus Deutschlands schwerster Zeit, Schriften und Reden aus den Jahren 1914-19, 1927.[1]